# Miguel Angel Virasoro
Miguel Angel Virasoro (Buenos Aires, 9 maggio 1940 – Buenos Aires, 23 luglio 2021) è stato un fisico argentino naturalizzato italiano, che ha svolto ricerca nel campo della fisica teorica delle particelle elementari e della fisica matematica.

## Biografia
Di nazionalità argentina, dopo aver studiato all'Università di Buenos Aires, Virasoro abbandonò una prima volta il suo paese natale nel 1966 dopo la Noche de los Bastones Largos (parte del golpe del 1966), trasferendosi temporaneamente in Israele (al Weizmann Institute) e negli Stati Uniti (all'Università del Wisconsin-Madison e all'Università della California - Berkeley). Tornato in Argentina nel 1971 a lavorare presso l'Università di Buenos Aires, si trasferì per un anno nel 1975 all'Institute for Advanced Study di Princeton, ma con l'instaurazione della dittatura militare di Videla nel 1976 decise di non tornare più in patria, trasferendosi in Europa, prima in Francia (all'École normale supérieure di Parigi) e poi definitivamente in Italia nel 1977. In Italia lavorò fino al 1981 presso la sezione di Torino dell'Istituto nazionale di fisica nucleare, e poi a Roma presso l'Università degli Studi "La Sapienza". Fu anche direttore del Centro internazionale di fisica teorica di Trieste (ICTP) dal 1995 al 2002. Andato in pensione nel 2011, tornò a vivere in Argentina, dove era professore onorario all'Universidad Nacional de General Sarmiento.
È noto soprattutto per l'algebra di Virasoro, utilizzata principalmente in teoria delle stringhe e teoria di campo conforme. A Roma, sotto l'influsso di Giorgio Parisi, iniziò a occuparsi di meccanica statistica: i due, assieme a Marc Mézard, diedero un fondamentale contributo alla comprensione dell'ultrametricità nei sistemi di vetri di spin. Si occupò anche di sistemi complessi in neuroscienze e in economia. 

## Pubblicazioni
- M. A. Virasoro,  Subsidiary Conditions and Ghosts in Dual-Resonance Models, in Physical Review, D1  (1970)  pp. 2933–2936. Articolo con cui l'algebra di Virasoro è stata introdotta in teoria delle stringhe.
- M. Mezard, G. Parisi and M.A. Virasoro, Spin Glass Theory and Beyond, (Singapore 1988).

## Riconoscimenti
- Premio Enrico Fermi, assegnatogli nel 2009 dalla Società Italiana di Fisica[5]
- Premio Dirac dell'ICTP nel 2020[6]